# Sara Lallana
Sara Lallana del Río (Bilbao, 1969) es una profesora universitaria de la Universidad del País Vasco y abogada vasca, y jueza sustituta de los juzgados de lo social.

## Biografía
Sara Lallana nació en 1969 en Bilbao. Se licenció en Derecho Universidad del País Vasco, donde también obtuvo el Diploma de Estudios Avanzados (o DEA). Completó su formación universitaria en la Organización Internacional del Trabajo (OIT) y en el Instituto Universitario Europeo de Florencia (Italia) donde obtuvo un Máster en Investigación.
Lallana fue jueza sustituta en los juzgados de lo social (Derecho del Trabajo y de la Seguridad Social) entre el 2009 y el 2011, y ha formado parte como Asesora Experta en la redacción del libro Model Contracts for Small Firms: Legal Guidance for Doing International Business publicado por el Centro de Comercio Internacional (ITC-ONU). También suele colaborar en diferentes medios de comunicación como analista, como en ETB 2...
Actualmente es Profesora de Derecho del Trabajo y de la Seguridad Social en la Facultad de Derecho de la Universidad del País Vasco y en la Universidad de Oxford como Basque Visiting Fellow. Actualmente también es la máxima responsable de la Secretaría de la Oxford University Society en el País Vasco.

## Publicaciones
Entre las publicaciones de Sara Lallana están:
- Implementation of the Directive 96/71/EC. A balance between the freedom to provide services in the EU and the protection for posted workers. (EUI)
- Model Contracts for Small Firms: legal guidance for doing international business.
- “La Declaración universal de los Derechos Humanos: ayer, hoy y mañana”[11]
- “La Carta de los Derechos Fundamentales de la Unión Europea y su reflejo en el ordenamiento jurídico español”. (Aranzadi)
- Participación financiera de los trabajadores en el Reino Unido: ¿"democracia de los accionistas" o "participación de los trabajadores"?
- La necesaria vinculación del derecho al descanso con otros derechos laborales, especialmente los de índole económica
- Libertad profesional y derecho a trabajar. El trabajo ¿un instrumento o un fin?